# HD 75311
HD 75311, nota anche come V344 Carinae, è una stella bianco-azzurra nella sequenza principale di magnitudine 4,51 situata nella costellazione della Carena. Dista 604 anni luce dal sistema solare.

## Osservazione
Si tratta di una stella situata nell'emisfero celeste australe. La sua posizione è fortemente australe e ciò comporta che la stella sia osservabile prevalentemente dall'emisfero sud, dove si presenta circumpolare anche da gran parte delle regioni temperate; dall'emisfero nord la sua visibilità è invece limitata alle regioni temperate inferiori e alla fascia tropicale. La sua magnitudine pari a 4,5 fa sì che possa essere scorta solo con un cielo sufficientemente libero dagli effetti dell'inquinamento luminoso.
Il periodo migliore per la sua osservazione nel cielo serale ricade nei mesi compresi fra dicembre e maggio; nell'emisfero sud è visibile anche all'inizio dell'inverno, grazie alla declinazione australe della stella, mentre nell'emisfero nord può essere osservata limitatamente durante i mesi della tarda estate boreale.

## Caratteristiche fisiche
La stella è una bianco-azzurra nella sequenza principale; ha una massa 7 volte quella del Sole ed un'età stimata in 37 milioni di anni. La sua magnitudine apparente varia da 4,40 a 4,51 ed è classificata come variabile Gamma Cassiopeiae e come le altre stelle di questa classe ha un'alta velocità di rotazione, pari a 283 km/s
Ha una magnitudine assoluta pari a -1,84 e la sua velocità radiale positiva indica che la stella si sta allontanando dal sistema solare.